# Janusz Rowiński
Janusz Alojzy Rowiński (ur. 20 lipca 1899, zm. 24 listopada 1994) – major piechoty magister Wojska Polskiego, kawaler Orderu Virtuti Militari.

## Życiorys
Janusz Rowiński jako piętnastoletni ochotnik służył w Legionach następnie w Polskiej Organizacji Wojskowej.
Po zakończeniu wojny został zweryfikowany do stopnia porucznika ze starszeństwem z dniem 1 czerwca 1919 roku i przydzielony do 17 pułku piechoty w Rzeszowie. W 1923 i 1924 roku był oddelegowany do Oddziału III Sztabu Generalnego. 19 marca 1928 został mianowany kapitanem ze starszeństwem z 1 stycznia 1928 i 355. lokatą w korpusie oficerów piechoty. W marcu 1932 został przeniesiony z 29 pułku piechoty w Kaliszu do Szkoły Podchorążych Piechoty w Ostrowi Mazowieckiej. Na stopień majora został mianowany ze starszeństwem z 19 marca 1937 i 92. lokatą w korpusie oficerów piechoty. W 1939 pełnił służbę w 5 pułku strzelców podhalańskich w Przemyślu na stanowisku dowódcy III batalionu. Na czele tego batalionu walczył w kampanii wrześniowej.
Po wojnie pozostał na emigracji. Mieszkał w Londynie i działał w Instytucie Józefa Piłsudskiego. Był członkiem honorowym Instytutu.

## Ordery i odznaczenia
- Krzyż Srebrny Orderu Wojskowego Virtuti Militari nr 4962 (1921)[17]
- Krzyż Komandorski z Gwiazdą Orderu Odrodzenia Polski (3 maja 1990)[18]
- Krzyż Niepodległości (29 grudnia 1933)[19]
- Krzyż Oficerski Orderu Odrodzenia Polski (11 listopada 1978)[20]
- Krzyż Walecznych[21]